# Mana (artist)
Mana är en japansk musikartist, gitarrist, låtskrivare och modedesigner född 19 mars 1969, bosatt i Hiroshima. 
Mana blev känd som frontfigur och gitarrist i bandet Malice Mizer. Under den tiden klädde han sig i kvinnokläder och hade ett i övrigt väldigt kvinnligt utseende. Efter uppbrottet från bandet i december 2001 slutade Mana att bära kvinnokläder, förutom som modell för den egna klädkedjan Moi-même-Moitié, som säljer kläder i stilarna elegant gothic lolita och elegant gothic aristocrat. 
Mana har hävdat att det inte är någon skillnad på hans person som artist och hur han är privat, och han klär sig numera i Visual kei-stil. Han är även känd för att aldrig prata offentligt eller i intervjuer; ibland viskar han till en bandmedlem som sedan återger det Mana sagt, och ibland har han istället använt sig av ja/nej-skyltar.
På sin födelsedag 2002, den 19 mars, inledde Mana en solokarriär under namnet Moi dix Mois. I detta projekt spelar han gitarr samt skriver text och musik. Han har också ett eget skivbolag, Midi:Nette. Mana har Mötley Crüe och Bach som inspirationskällor, och bemästrar instrumenten gitarr, piano/synth, bas och trummor. 